# 白顶绣眼鸟
白顶绣眼鸟（学名：Zosterops leucophaeus），是圣多美和普林西比普林西比岛特有的一种绣眼鸟。它们在岛内所有的森林栖息地都有出现，包括种植园。
目前它们因为分布范围狭小且受到栖息地破坏的威胁而被列为近危。